# Laval (Mayenne)
Laval je město a obec v severozápadní Francii, v departementu Mayenne v regionu Pays de la Loire. Leží asi 300 km jihozápadně od Paříže na řece Mayenne a v roce 2009 zde žilo 51 182 obyvatel. Je centrem departementu Mayenne.